# Careta (revista)
Careta foi uma revista humorística brasileira que circulou de 1908 a 1960. 

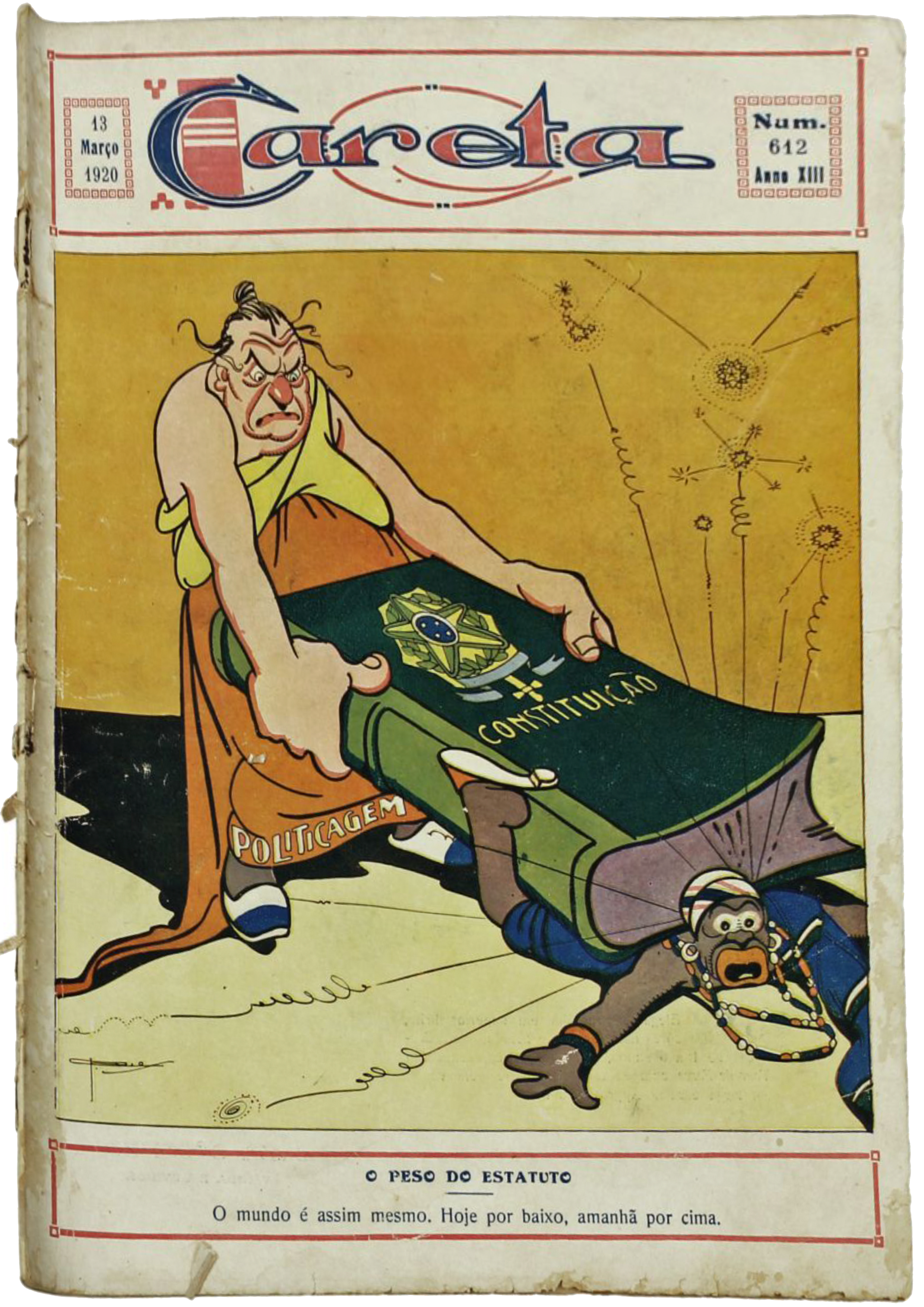
Edição de 13 de março de 1920.

## História
Periódico fundado por Jorge Schmidt, teve entre seus colaboradores alguns dos melhores chargistas do país, como Raul e J. Carlos (diretor e ilustrador exclusivo da revista até 1921).
O primeiro número da Careta foi publicado em 6 de junho de 1908. Ao ser lançada, além de ter Jorge Schmidt como proprietário-editor, Careta tinha J. Carlos como diretor e ilustrador. Em 1921 J. Carlos deixou a revista para se dedicar à direção das publicações da empresa O Malho, mas em 1935 retornou à Careta, onde trabalhou até morrer em 1950.
Careta também teve como colaboradores outros artistas gráficos bastante conhecidos na época, tais como Belmonte, Malagute, Raul Pederneiras, Calixto e Theo.
O primeiro número da revista trazia na capa uma caricatura do presidente Afonso Pena, seguindo de sete páginas de propaganda e o editorial de lançamento, chamado de “artigo de fundo”. Nele, a revista anunciava seu caráter editorial satírico e humorístico – presente no próprio título – e evidenciava seu desejo de atingir um público com "P maiúsculo", alusão ao variado e enorme público-alvo da revista, que tinha uma ampla circulação nacional.
Publicada em excelente padrão gráfico, Careta divulgada semanalmente aos sábados, tinha capa colorida, tamanho médio de 30 a 40 páginas por edição, e formato médio de 30 cm de comprimento por 20 cm de largura. Fazia amplo uso de ilustrações e fotografias. Seu repertório era eclético e mundano, incluindo crônica, poesia, opinião, notícia, piada, concurso, crítica, sátira política e de costumes e colunismo social.
De início, Careta contou com a colaboração de alguns dos mais afamados literatos da época como Olavo Bilac, Martins Fontes, Olegário Mariano, Aníbal Teófilo, Alberto de Oliveira, Emílio de Meneses, Bastos Tigre, Leal de Souza, Mario Bhering e Luís Edmundo. Posteriormente, a revista também contou com as colaborações de Lima Barreto, Orestes Barbosa, Domingos Ribeiro Filho, Viriato Correia, Umberto Peregrino e J. Frazão, entre outros.
Ao conjugar de forma ágil texto e imagem, Careta foi uma das mais importantes expressões da modernidade artística e intelectual do Rio de Janeiro nas primeiras décadas do século XX. Mantinha uma postura independente e assumiu posições políticas em meio às grandes polêmicas de sua época, como quando apoiou Ruy Barbosa na Campanha Civilista, em 1910. 
Durante o estado de sítio de 1914 no governo de Hermes da Fonseca, a revista foi proibida de circular por três semanas e seus diretores foram presos por alguns dias.
Durante o Estado Novo a publicação de charges na Careta funcionou como estratégia de oposição à propaganda oficial do governo de Getúlio Vargas. A escolha e a disposição dos elementos visuais foram fundamentais, por exemplo, para o teor combativo impresso às charges sobre a política de Vargas, como no caso da extinção dos partidos políticos em dezembro de 1937. O tom satírico da Careta sobreviveu à censura do Estado Novo, reforçando o padrão crítico do periódico.
Com a morte de Jorge Schmidt em 1935, seu filho Roberto assumiu a direção da revista, fazendo todo o trabalho de edição praticamente sozinho e mantendo o perfil de crítica política. Após a morte de Roberto Schmidt em setembro de 1960, M. Carolina Schmidt assumiu interinamente a direção do periódico até sua extinção a partir de novembro de 1960.
Careta foi retomada em 1964 e em 1981, durando poucas edições em ambas as encarnações. Em 1964, foi publicada por três edições pela Empresa Jornalística Arte Rio, e em 1981 foi publicada pela Editora Três a partir da edição 2 733. Sob essa última roupagem, Careta contava nomes ilustres da dita imprensa alternativa e escritores, como o editor Mário Prata, o jornalista Tarso de Castro e colaboradores como Luís Fernando Veríssimo, Angeli e Plínio Marcos. Outro destaque desse momento de Careta era a página de humor Bar Brasil, assinada por Paulo Caruso e Alex Solnik.